# スクワートルスクワート
スクワートルスクワート (Squirtle Squirt) は、アメリカ合衆国の競走馬。おもな勝ち鞍は、2001年のブリーダーズカップ・スプリント、キングズビショップステークス。同年にエクリプス賞チャンピオンスプリンターを受賞。引退後、種牡馬として日本に輸出された。
馬名は、ポケットモンスターのキャラクター「ゼニガメ」の英語名「スクワートル」に由来する。

## 戦績
2000年4月にサンタアニタ競馬場でデビュー。初戦こそ4着だったが、2戦目で初勝利を挙げると、4連勝で重賞を勝利するなど、8戦5勝の成績で2歳シーズンを終えた。
3歳となった2001年は、三冠路線ではなく短距離路線に向かい、8月にキングズビショップステークスでG1初制覇。
続くヴォスバーグステークスを2着としてブリーダーズカップスプリントに臨んだ。
連覇を狙うコナゴールドが7着に沈むなか、逃げるエクストラヒートを半馬身交わして優勝した。
翌年は、ドバイゴールデンシャヒーンを目標としたものの、パロスヴェルデスハンデキャップを4着とした後左前脚を故障し、長期休養を余儀なくされた。
その後は、9月のフォアゴーハンデキャップで復帰したが4着に終わり、この競走を最後に引退した。

## 引退後
引退後は、日本軽種馬協会（JBBA）に購買され、日本で種牡馬入りした。2003年から供用され、同協会の管理する種馬場を移動しながら種付けを行っている。初年度産駒は2006年にデビューした。
特に九州種馬場への繋養時に優秀な九州産馬を輩出しており、九州の生産者の要望を受ける形で2016年から同場に再度移動している。
2021年には15世代目産駒ヨカヨカが北九州記念（GIII）を制覇し、本馬産駒として初のJRA重賞勝ち馬となった。なお、この15世代という期間は、平地ではオランテおよびカリスタグローリが9世代目産駒で、障害ではシングンオペラが10世代目産駒でそれぞれJRA重賞勝利種牡馬になったことを大きく上回る、グレード制導入以来の最長記録であった。
26歳での種付けを終えた後の2024年10月26日に種牡馬を引退し、静内種馬場に移動して功労馬となることが発表された。

### 主な産駒
- 2004年産
  - シャウトライン（2009年 バーデンバーデンカップ）
  - ジェイケイセラヴィ（2009年 福島民友カップ）
- 2005年産
  - シーアクロス（2012年 福山スプリントカップ）
  - メッサーシュミット（2007年 ひまわり賞（九州産馬限定競走））
- 2012年産
  - エフェクト（2014年 ひまわり賞）
  - クリノヤクマン（2015年 たんぽぽ賞（九州産馬限定競走））
- 2013年産
  - キリシマオジョウ（2015年 ひまわり賞）
- 2018年産
  - ヨカヨカ（2021年 北九州記念、2020年 フェニックス賞、ひまわり賞）
- 2021年産
  - コウユーカメサンヨ（2024年たんぽぽ賞）

## 血統表
| スクワートルスクワートの血統 | スクワートルスクワートの血統          | スクワートルスクワートの血統          | （血統表の出典）                      | （血統表の出典） |
| 父系                         | ミスタープロスペクター系              | ミスタープロスペクター系              | ミスタープロスペクター系              | [ § 2 ]          |
| 父 Marquetry 1987 栗毛       | 父の父Conquistador Ciero 1979 鹿毛    | Mr. Prospector                        | Raise a Native                        | Raise a Native   |
| 父 Marquetry 1987 栗毛       | 父の父Conquistador Ciero 1979 鹿毛    | Mr. Prospector                        | Gold Digger                           |                  |
| 父 Marquetry 1987 栗毛       | 父の父Conquistador Ciero 1979 鹿毛    | K D Princess                          | Bold Commander                        | Bold Commander   |
| 父 Marquetry 1987 栗毛       | 父の父Conquistador Ciero 1979 鹿毛    | K D Princess                          | *Tammy's Turn                         |                  |
| 父 Marquetry 1987 栗毛       | 父の母Regent's Walk 1981 栗毛         | Vice Regent                           | Northern Dancer                       | Northern Dancer  |
| 父 Marquetry 1987 栗毛       | 父の母Regent's Walk 1981 栗毛         | Vice Regent                           | Victoria Regina                       |                  |
| 父 Marquetry 1987 栗毛       | 父の母Regent's Walk 1981 栗毛         | Lover's Walk                          | Never Bend                            | Never Bend       |
| 父 Marquetry 1987 栗毛       | 父の母Regent's Walk 1981 栗毛         | Lover's Walk                          | Honey Lake                            |                  |
| 母 Lost the Code 1990 鹿毛   | 母の父Lost Code 1984 黒鹿毛           | Codex                                 | Arts and Letters                      | Arts and Letters |
| 母 Lost the Code 1990 鹿毛   | 母の父Lost Code 1984 黒鹿毛           | Codex                                 | Roundup Rose                          |                  |
| 母 Lost the Code 1990 鹿毛   | 母の父Lost Code 1984 黒鹿毛           | Loss Or Gain                          | Ack Ack                               | Ack Ack          |
| 母 Lost the Code 1990 鹿毛   | 母の父Lost Code 1984 黒鹿毛           | Loss Or Gain                          | Gain Or Loss                          |                  |
| 母 Lost the Code 1990 鹿毛   | 母の母Smarter by the Day 1983 黒鹿毛  | Smarten                               | Cyane                                 | Cyane            |
| 母 Lost the Code 1990 鹿毛   | 母の母Smarter by the Day 1983 黒鹿毛  | Smarten                               | Smartaire                             |                  |
| 母 Lost the Code 1990 鹿毛   | 母の母Smarter by the Day 1983 黒鹿毛  | Tentamara                             | Tentam                                | Tentam           |
| 母 Lost the Code 1990 鹿毛   | 母の母Smarter by the Day 1983 黒鹿毛  | Tentamara                             | Hardy Climber F-No.9-h                |                  |
| 母系(F-No.)                  | 9号族(FN:9-h)                         | 9号族(FN:9-h)                         | 9号族(FN:9-h)                         | [ § 3 ]          |
| 5代内の近親交配              | Never Bend4×5=9.38%、Turn-to5×5=6.25% | Never Bend4×5=9.38%、Turn-to5×5=6.25% | Never Bend4×5=9.38%、Turn-to5×5=6.25% | [ § 4 ]          |
| 出典                         | 1. 2. 3. 4.                           | 1. 2. 3. 4.                           | 1. 2. 3. 4.                           | 1. 2. 3. 4.      |